# Coppa Blériot
La Coppa Blériot, in francese Coupe Blériot, era una prestigiosa competizione aeronautica internazionale degli anni trenta per velivoli a motore, ma finì per non ottenere il successo sperato all'atto della sua istituzione per cause indipendenti dalle proprie qualità.

## Storia

Pietro Scapinelli davanti al M.C.72 dopo il suo volo. Ancona, 21 ottobre 1933.

La coppa venne istituita da Louis Blériot nel 1931 per contribuire allo sviluppo dell'aviazione e con l'intento di sostituire la notissima Coppa Schneider andata definitivamente agli inglesi il 13 settembre dello stesso anno. Contrariamente a questa, non prevedeva una gara tra vari velivoli in contemporanea e nello stesso luogo, ma sarebbe stata destinata al primo pilota che avesse volato in un circuito chiuso ad almeno 600 km/h per mezz'ora, per poi andare a chi avesse di volta in volta superato il primato precedente in velocità di almeno il 5%. Era stato previsto che la coppa vera e propria, in oro e del valore di oltre 1000 sterline dell'epoca, sarebbe stata conquistata definitivamente da colui che avesse portato per primo il primato ad almeno 1 000 km/h, espressione questa di fiducia nelle possibilità dell'aviazione.
Il 21 ottobre 1933 il capitano Pietro Scapinelli di Leguigno, con il Macchi-Castoldi M.C.72 M.M. 177, lo stesso pilotato dal maresciallo Francesco Agello per ottenere il record del mondo di velocità il 10 aprile precedente ma dotato di un motore Fiat AS.6 meno esasperato, decollando al largo di Falconara Marittima e seguendo il percorso Porto Recanati - Porto Corsini e ritorno, per un totale di 327,616 km in 38 minuti e 47 secondi, conquistò la Coppa Blériot con la media di 619,37 km/h nonostante avesse incontrato condizioni meteorologiche avverse, che resero difficilissimo anche il decollo a causa del mare grosso; per questa impresa gli venne conferita la Medaglia d'oro al valore aeronautico con le congratulazioni del ministro dell'aeronautica Italo Balbo e fu premiato con la coppa a Parigi da Louis Blériot in persona, alla presenza del generale Pier Ruggero Piccio, all'epoca capo di stato maggiore della Regia Aeronautica, e di Jean Mermoz.

L'impresa ebbe un'eco importante sulla stampa dell'epoca, mettendo anche fine ad una piccola diatriba sorta con il noto periodico Flight, che all'indomani del record di Agello aveva sostenuto che il M.C.72 era un aereo costruito meramente per il record, non paragonabile quindi al Supermarine S.6B vincitore dell'ultima Coppa Schneider, ma dopo il precedente volo del tenente colonnello Guglielmo Cassinelli, che aveva stabilito il record del mondo sui 100 km il giorno 8 ottobre con la media di 629,39 km/h, e questo volo su di una distanza paragonabile al percorso della Schneider, la rivista uscì con un editoriale nel numero successivo dove cavallerescamente si riconoscevano i meriti dei tecnici e dei piloti italiani:
Scapinelli fu il primo ed unico detentore della coppa, in quanto non fu nelle possibilità dell'epoca superare il suo primato di quanto previsto (oltre 650,34 km/h) prima della seconda guerra mondiale e con essa la coppa cadde nel dimenticatoio, per cui non venne più attribuita ad alcun pilota.
Negli anni 2000 il nome di Coupe Blériot è stato riutilizzato in Francia per gare di parapendio e kite buggying.